# Милен Радуканов
Милен Радуканов (роден на 12 декември 1972) е бивш български футболист, защитник, и настоящ треньор по футбол.

## Кариера

### Като футболист
Юноша на Бдин (Видин), през 1992 г. преминава в ПФК ЦСКА (София), през 1994 г. играе под наем за Пирин (Благоевград). Напуска ЦСКА през 1996, след трансфер в Спартак (Плевен). През 1997 г. преминава в ПФК Левски (София), а през 1999 в румънския Национал (Букурещ). След шест месеца се връща в България и подписва с ПФК Локомотив (София). През сезон 2003/04 играе за гръцкия Кастория, а следващият сезон в Докса (Драма). Завръща се в Локомотив през 2005 г. След това играе за Рилски спортист (Самоков). В края на кариерата си играе за Несебър (Несебър) и Левски (Елин Пелин). Носител на Купата на България с ЦСКА през 1993 и с Левски през 1998 г. Има 1 мач за националния отбор по футбол.

### Като треньор
През 2010 е назначен в ПФК ЦСКА (София) за помощник-треньор и преводач на румънския старши треньор на отбора Йоан Андоне. Поради това е известен и като българския Жозе Моуриньо След това влиза треньорските ръководства на Адалберт Зафиров, Павел Дочев и Георге Йовановски. От 21 октомври 2010 е временен старши треньор на ЦСКА. След това става постоянен старши треньор и като помощници в състава са му Тодор Янчев и Светослав Петров. За малкото време като треньор на ЦСКА той успява да направи добре впечатление в цялата страна. Когато поема отбора той е на 11-о място, а в края на сезона е на трето, освен това „червените“ са на финал за Купата на България и го печелят срещу отбора на Славия с резултат 1:0, като символичен домакин е ЦСКА.Малко по-късно същата година печели Суперкупата на България. На 23 октомври 2011 е уволнен от ЦСКА, а на негово място е взет Димитър Пенев. На 28 октомври 2011 г. Милен Радуканов е назначен за треньор на Ботев Пловдив. След 5 месеца като треньор на Ботев на 25 март 2012 г. е освободен от поста си на старши треньор. На 11 март 2013 ЦСКА освободи Миодраг Йешич и назначи Милен Радуканов до края на сезона за старши треньор. През ноември същата година поема отбора на „Славия“. На 13 януари 2017 г. поема отбора на Пирин (Благоевград). На 4 юни 2019 г. поема отбора на Септември София. На 20 юли 2020 г. Радуканов бива освободен от Септември София, след загубеният бараж за влизане в А група срещу отбора на Царско село (София) с 2:0.